# أنتوني بولتون
أنتوني بولتون (بالإنجليزية: Anthony Bolton)‏ هو شخصية أعمال بريطاني، ولد في 7 مارس 1950 في المملكة المتحدة.

## وصلات خارجية
- أنتوني بولتون على موقع ميوزك برينز (الإنجليزية)
- أنتوني بولتون على موقع ديسكوغز (الإنجليزية)